# Artur Šach
Artur Romanovyč Šakh (in ucraino Артур Романович Шах?; Volodymyr, 11 maggio 2005) è un calciatore ucraino, centrocampista del Karpaty.

## Carriera

### Club
Cresciuto nel settore giovanile della Polіssja Žytomyr, dal 2018 al 2022 ha invece giocato in quello del Karpaty, con cui ha poi esordito tra i professionisti nel corso della stagione 2022-2023, in cui ha realizzato una rete in 11 presenze nella seconda divisione ucraina,; la sua prima presenza in questa competizione risale al 27 agosto 2022 nell'incontro vinto 3-0 contro il Mariupol', mentre il suo primo gol al 30 ottobre seguente, contro il Bukovyna Černivci.
Nella stagione 2023-2024 gioca numerose partite con la squadra riserve in terza divisione, ed in aggiunta disputa 6 partite in prima squadra, contribuendo alla conquista di una promozione in prima divisione, categoria nella quale durante la stagione 2024-2025 realizza poi 2 reti in 25 partite giocate; viene riconfermato in rosa anche per la stagione 2025-2026, disputata ancora in prima divisione.

### Nazionale
Ha giocato con le nazionali giovanili ucraine Under-17 ed Under-20.

## Statistiche

### Presenze e reti nei club
Statistiche aggiornate al 10 agosto 2025.
| Stagione        | Squadra         | Campionato      | Campionato | Campionato | Coppe nazionali | Coppe nazionali | Coppe nazionali | Coppe continentali | Coppe continentali | Coppe continentali | Altre coppe | Altre coppe | Altre coppe | Totale | Totale | Totale |
| Stagione        | Squadra         | Comp            | Pres       | Reti       | Comp            | Pres            | Reti            | Comp               | Pres               | Reti               | Comp        | Pres        | Reti        | Pres   | Reti   |        |
| --------------- | --------------- | --------------- | ---------- | ---------- | --------------- | --------------- | --------------- | ------------------ | ------------------ | ------------------ | ----------- | ----------- | ----------- | ------ | ------ | ------ |
| 2023-2024       | Karpaty-2       | 2L              | 11         | 2          | -               | -               | -               | -                  | -                  | -                  | -           | -           | -           | 11     | 2      |        |
| 2022-2023       | Karpaty         | 1L              | 11         | 1          | -               | -               | -               | -                  | -                  | -                  | -           | -           | -           | 11     | 1      |        |
| 2023-2024       | Karpaty         | 1L              | 6          | 0          | CU              | 0               | 0               | -                  | -                  | -                  | -           | -           | -           | 6      | 0      |        |
| 2024-2025       | Karpaty         | PL              | 25         | 2          | CU              | 1               | 0               | -                  | -                  | -                  | -           | -           | -           | 26     | 2      |        |
| 2025-2026       | Karpaty         | PL              | 2          | 0          | CU              | 0               | 0               | -                  | -                  | -                  | -           | -           | -           | 2      | 0      |        |
| Totale Karpaty  | Totale Karpaty  | Totale Karpaty  | 44         | 3          |                 | 1               | 0               |                    | -                  | -                  |             | -           | -           | 45     | 3      |        |
| Totale carriera | Totale carriera | Totale carriera | 55         | 5          |                 | 1               | 0               |                    | -                  | -                  |             | -           | -           | 56     | 5      |        |